# Chiesa di Santa Maria (Tórshavn)
La chiesa di Santa Maria è l'unica chiesa cattolica presente sulle Isole Fær Øer.

## Storia
La chiesa di Santa Maria è stata consacrata il 30 agosto 1987. Questa chiesa è anche la chiesa conventuale delle suore francescane. La comunità si raduna qui ogni domenica mattina per la messa.
Nel giardino che circonda la chiesa vi è una grande varietà di piante, molte delle quali provenienti da aree remote dell'emisfero australe con condizioni di innesto simili a quelle delle Fær Øer. Queste piante simboleggiano il posto della chiesa di Santa Maria nel Cattolicesimo mondiale.
Dei circa 130 cattolici di tutte le isole, almeno un terzo sono faroesi: alcuni giovani parrocchiani appartengono alla quinta generazione di fedeli. Due di loro rappresentarono la Chiesa cattolica e le Isole Fær Øer in occasione della visita di papa Giovanni Paolo II in Danimarca nel 1989.
Prima dell'attuale chiesa di Santa Maria, era già stata costruita un'altra chiesa dedicata alla Madonna nel 1933.

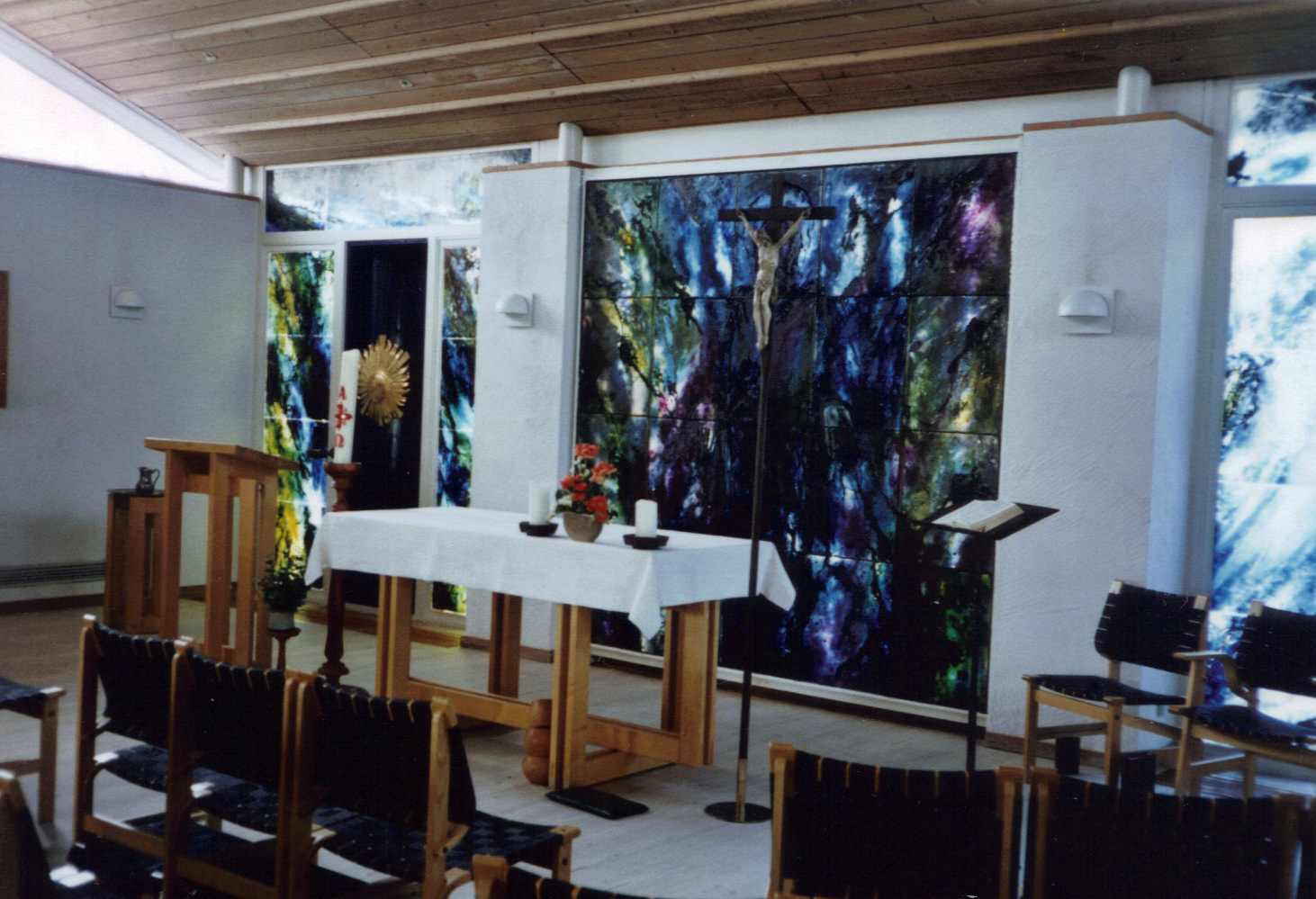
Chiesa di Santa Maria